# Præsidentvalget i Hviderusland 2020
Præsidentvalget i Hviderusland 2020 blev afholdt søndag den 9. august 2020. Præsidenten vælges direkte til at sidde på posten i op til fem år.
Den siddende præsident, Aleksandr Lukasjenko, er genopstillet til sin potentielt sjette valgperiode. Han har vundet ethvert præsidentvalg siden 1994, hvoraf samtlige, på nær dét i 1994, har været klacificeret som værende hverken frit eller fair af internationale observatører. Brevafstemning blev afholdt fra den 4. til den 8. august.

## Valgsystem
Hvideruslands præsident vælges direkte gennem et to-rundes valgsystem. Hvis ingen kandidat i første valgrunde opnår mere end 50% af stemmerne, går de to kandidater med de bedste resultater videre til anden valgrunde, og vinderen af dén vinder endegyldigt.
På trods af to-rundesystemet har en anden valgrunde ikke været behøvet siden 1994, da Lukasjenko har vundet et absolut flertal i første valgrunde ved samtlige af sine præsidentvalg. Intet valg i Hviderusland siden Lukasjenko kom til magten i 1994, har af det internationale samfund været anerkendt som frit og fair.

## Kandidater

### Registrerede kandidater
Nedenstående liste indeholder de kandidater, der er officielt registreret af Hvideruslands Centrale Valgkommission som værende kandidater ved præsidentvalget. For at være opstillingsberettiget skal den gældende kandidat indsende en ansøgning for en "initiativgruppe" med underskrifter fra mindst 100.000 vælgere.
| Kandidat                 | Beskæftigelse                                                             | Nominderende part                               | Ansøgningsdato    | Initiativgruppes registreringsdato | Initiativgruppes størrelse |
| ------------------------ | ------------------------------------------------------------------------- | ----------------------------------------------- | ----------------- | ---------------------------------- | -------------------------- |
| Aleksandr Lukasjenko     | Siddende Præsident i Hviderusland                                         | Selvnominering                                  | 17. november 2019 | 15. maj 2020                       | 11.480                     |
| Siarhei Tjeratjen        | Formand for Den Hviderussiske Socialdemokratiske Forsamling               | Den Hviderussiske Socialdemokratiske Forsamling | 11. januar 2020   | 20. maj 2020                       | 1.127                      |
| Hanna Kanapatskaja       | Parlamentsmedlem (2016–2019)                                              | Selvnominering                                  | 12. maj 2020      | 20. maj 2020                       | 1.314                      |
| Andrej Dzmitriew         | Medformand for den politiske bevægelse "Fortæl Sandheden" (Havary Praŭdu) | Fortæl Sandheden                                | 8. maj 2020       | 20. maj 2020                       | 2.399                      |
| Svjatlana Tsikhanowskaja | Kone til den hviderussiske YouTuber og aktivist Siarhei Tsikhanouski      | Selvnominering                                  | 15. maj 2020      | 20. maj 2020                       | 247                        |

### Afviste kandidater
- Viktor Babariko – tidligere bestyrelsesformand for OJSC Belgazprombank[18]
  - Den 14. juli stemte Valgkommissionen enstemmigt for at afvise registrering grundet en påstået inkonsistens mellem hans anmeldte indkomst og ejendom.[19]
- Valeryj Tsapkalo – grundlægger af samt tidligere formand (2005–2017) for Belarus High Technologies Park[20]
  - Den 30. juni annoncerede Valgkommissionen, at Tsapkalo kun havde indsamlet 75.249 gyldige underskrifter (ud af 160.000, han havde indsendt). Dette var under de påkrævede 100.000 for at stille op til præsidentvalget.[21][22] Den 24. juli, af frygt for at blive anholdt, flygtede Tsepkalo til Rusland med sine to børn.[23]
- Siarhej Tsikhanowski – politisk og business YouTube-blogger[24]
  - Han blev sat i fængsel i Hrodna efter en mistanke om ulovlige aktiviteter, før Aleksandr Lukasjenko nævnte, at Tsikhanowski kæmpede imod en politibetjent og at myndighederne havde fundet $900.000 i hans andet hus. Under afsoningen udtalte Tsikhanowski, at han ingen idé havde om pengene, der var blevet fundet af autoriteterne. Lukasjenko bekræftede også, at Tsikhanouski var blevet tilbageholdt af myndighederne på hans kommando.[25]
- Juryj Hantsevitj – landmand og blogger[26]
- Juryj Hubarevitj – formand for Bevægelsen "For Frihed"
- Volha Kavalkova – medformand for organiseringskomiteen for etablering af et hviderussisk kristeligt demokrati
- Mikalaj Kazlow – siddende formand for Hvideruslands Forenede Folkeparti
- Natalja Kisel – individuel entreprenør
- Vladimir Nepomnjasjtjikh – pensionist
- Ales Tabolitj – musiker, formand for folk-metalbandet Znich

### Indsamling af underskrifter
| Kandidat                 | Insamlede underskrifter | Insamlede underskrifter | Insamlede underskrifter | Insamlede underskrifter | Indsende underskrifter | Accepterede underskrifter |
| Kandidat                 | 28. maj                 | 4. juni                 | 8. juni                 | 19. juni                | Indsende underskrifter | Accepterede underskrifter |
| ------------------------ | ----------------------- | ----------------------- | ----------------------- | ----------------------- | ---------------------- | ------------------------- |
| Viktor Babariko          | 51.259                  | 82.519                  | 167.001                 | 435.119                 | 367.179                | 165.744                   |
| Andrej Dzmitriew         | 14.118                  | 36.475                  | 59.975                  | 112.950                 | 110.754                | 106.841                   |
| Anna Kanapatskaya        | 12.483                  | 36.432                  | 72.864                  | 159.728                 | 151.631                | 146.588                   |
| Natalja Kisel            | 37.235                  | 62.470                  | 73.941                  | 108.705                 | N/A                    | N/A                       |
| Aleksandr Lukasjenko     | 199.752                 | 499.256                 | 998.760                 | 1.997.520               | 1.958.800              | 1.939.572                 |
| Svjatlana Tsikhanowskaja | 1.567                   | 1.567                   | 59.774                  | 145.322                 | 109.479                | 104.757                   |
| Valerij Tsapkalo         | 19.807                  | 54.828                  | 118.456                 | 212.412                 | 158.682                | 75.249                    |
| Siarhei Tjeratjen        | 20.247                  | 52.991                  | 74.382                  | 153.764                 | 149.750                | 143.109                   |

De fleste offentlige organisationer tvang deres medarbejdere at skrive under for Aleksandr Lukasjenko med trusler om, at deres arbejdskontrakter ikke ville blive fornyet.

## Afholdelse
OSCE udtalte, at de ikke ville overse valget, da de ikke havde modtaget en invitation i tide. Organisationen har ikke anerkendt noget valg i Hviderusland siden 1995 som frit og fair.

## Resultater
| Kandidat                            | Kandidat                            | Parti                                           | Stemmer   | %     |
| ----------------------------------- | ----------------------------------- | ----------------------------------------------- | --------- | ----- |
|                                     | Aleksandr Lukasjenko                | Uafhængig                                       | 4.661.075 | 80,10 |
|                                     | Svjatlana Tsikhanowskaja            | Uafhængig                                       | 588.622   | 10,12 |
|                                     | Hanna Kanapatskaja                  | Uafhængig                                       | 97.489    | 1,67  |
|                                     | Andre Dzmitriew                     | Fortæl Sandheden                                | 70.671    | 1,20  |
|                                     | Siarhei Tjeratjen                   | Den Hviderussiske Socialdemokratiske Forsamling | 66.613    | 1,14  |
|                                     | Imod alle                           | Imod alle                                       | 267.360   | 4,59  |
| Ugyldige/blanke stemmer             | Ugyldige/blanke stemmer             | Ugyldige/blanke stemmer                         | 69.505    | –     |
| Total                               | Total                               | Total                                           | 5.818.955 | 100   |
| Registrerede vælgere/valgdeltagelse | Registrerede vælgere/valgdeltagelse | Registrerede vælgere/valgdeltagelse             |           | 84,17 |
| Kilde:                              |                                     |                                                 |           |       |